# ゆうろ
ゆうろ、はフリーの原画家、イラストレーター。

## 略歴
大学を卒業してから漫画家を目指し上京、ゆうきまさみの元で約4年間アシスタントとして働く。 アシスタントの傍ら、コンピュータを用いた彩色でCGをホームページに発表。そこからゲーム会社から仕事依頼がくるようになり、フリーの原画家、イラストレーターとなる。

## 主な仕事歴

### ゲーム
- sense off（2000年、Otherwise） - 原画
- 陵辱人形II（2000年、逆回転野郎） - 原画
- 盛夏の杜（2001年、ガッツ） - モブキャラクター原画
- 夕闇の童詩（2001年、えん） - 原画
- 君が望む永遠（2001年、アージュ） - 一部シーンの原画、彩色
- ネジレ（2002年、えん） - 原画
- Wind -a breath of heart-（2003年、minori） - 背景原画、美術等
- PrincessHoliday DC版（2003年、Hunex） - 背景原画、美術等
- 星刻の彼方（2003年、Terralunar） - 背景原画、美術等
- 白中探険部（2003年、タイトー） - 背景原画、美術等
- 月は東に日は西に（2003年、オーガスト） - 背景原画、彩色
- F 〜ファナティック〜（2004年、プリンセスソフト） - イベントCG彩色
- はるのあしおと（2004年、minori） - イベントCG背景原画、彩色、一部色指定等雑務、OP美術
- ANGEL TYPE（2004年、minori feat. Aeris） - 一部イベントCG背景原画
- 片神名〜喪われた因果律〜（2004年、アルケミスト） - 背景原画、美術等
- 杜氏の郷（2004年、ハートブリガン） - 美術設定
- マビノ・スタイル（2004年、KID） - 美術設定
- 確かにキミはココにいた（2005年、あんでる） - 背景レイアウト
- 夜明け前より瑠璃色な（2005年、オーガスト） - 背景原画、彩色
- ef - a fairy tale of the two.（2006年 - 2008年、minori） - 背景原画、イベントCG背景原画、彩色OP美術
- みこみこランブル（2007年、HEAT-SOFT） - 原画
- タイムリープ（2007年、フロントウイング） - 一部ムービー背景
- ソルティアンジュ魔法倶楽部（2007年、Q-Max） - イメージイラスト背景
- FORTUNE ARTERIAL（2008年、オーガスト） - 背景原画
- さくらシュトラッセ（2008年、ぱれっと） - 一部背景原画
- 夜明け前より瑠璃色な-Moonlight Cradle-（2009年、オーガスト） - イベント背景
- eden*（2009年、minori） - 背景、イベント画背景原図彩色、OPED美術
- シュガーコートフリークス（2009年、Littlewitch） - ポスター背景
- 穢翼のユースティア(2011年、オーガスト) - 背景
- 魔法使いの夜 (2012年、TYPE-MOON) - メイン背景
- すぴぱら - Alice the magical conductor. (2012年、minori) - 美術監督
- 月姫 -A piece of blue glass moon- (2021年、TYPE-MOON) - 背景

### アニメ
- ラブライブ!虹ヶ咲学園スクールアイドル同好会（第2期：2022年） - コンセプトアート・原画
- ラブライブ!虹ヶ咲学園スクールアイドル同好会 NEXT SKY（2023年） - コンセプトアート
- ラブライブ!虹ヶ咲学園スクールアイドル同好会 完結編（2024年） - コンセプトアート

### その他
- 可愛いあの子（2003年、たまちゆき、富士美コミックス） - 表紙彩色
- 幽霊には微笑を、生者には花束を（2004年、飛田甲、ファミ通文庫） - 挿絵
- ほんとうのたからもの（2004年、むらかみはるか、メディアファクトリー） - 挿絵
- イタズラの時間（2005年、たまちゆき、LE-COMICS） - 表紙彩色
- 華奢なカラダ（2007年、たまちゆき、TENMA COMICS） - 表紙彩色
- Mrs.LOLITA（2008年、たまちゆき、姫盗人コミックス） - 表紙彩色
- 小っちゃな恋のメロディ（2008年、たまちゆき、TENMA COMICS RiN） - 表紙彩色
- 恋の特別室（2009年、たまちゆき、華陵COMICS） - 表紙彩色
- Amasia（2009年、Active Planets） - ジャケット美術
- 恋人ごっこ（2009年、たまちゆき、TENMA COMICS RiN） - 表紙彩色
- 小麦色狂詩曲（ラプソディ)（2010年、たまちゆき、TENMA COMICS RiN） - 表紙彩色
- ふたりでできるもん（2010年、あぶひゃく、オークス） - 表紙カット